# Thomas Walsh (vescovo)
Thomas Walsh (Londra, 3 ottobre 1777 – Londra, 18 febbraio 1849) è stato un vescovo cattolico britannico.

## Biografia
Perse il padre in tenera età e la madre, anglicana, ne affidò la formazione alla St. Albans Grammar School, un'istituzione protestante. Passò al collegio cattolico di St. Omer grazie all'interessamento di uno zio prete.
Entrò nello stato ecclesiastico e fu ordinato prete nel 1800. Fu segretario del vicariato apostolico del distretto delle Midland.
Nel 1825 fu eletto vescovo titolare di Cambisopoli e nominato coadiutore, con diritto di successione, del vicario apostolico del distretto delle Midland. Morto il vescovo John Milner, gli succedette come vicario apostolico e promosse la costruzione di numerose chiese e case religiose, tra cui le cattedrali di Birmingham e Nottingham e il St. Mary's College di Oscott.
Scelse come segretario il futuro cardinale Nicholas Wiseman, che fu suo coadiutore.
Quando, nel 1840, il suo vicariato fu sdoppiato nei distretti del Centro e dell'Est, mantenne il governo del primo; nel 1848 fu trasferito al vicariato apostolico del distretto di Londra.
Morì poco prima della ricostituzione della gerarchia cattolica nel Regno Unito.

## Genealogia episcopale e successione apostolica
La genealogia episcopale è:
- Cardinale Scipione Rebiba
- Cardinale Giulio Antonio Santori
- Cardinale Girolamo Bernerio, O.P.
- Arcivescovo Galeazzo Sanvitale
- Cardinale Ludovico Ludovisi
- Cardinale Luigi Caetani
- Cardinale Ulderico Carpegna
- Cardinale Paluzzo Paluzzi Altieri degli Albertoni
- Cardinale Gaspare Carpegna
- Cardinale Fabrizio Paolucci
- Cardinale Francesco Barberini
- Cardinale Annibale Albani
- Cardinale Federico Marcello Lante Montefeltro della Rovere
- Vescovo Charles Walmesley, O.S.B.
- Vescovo William Gibson
- Vescovo John Douglass
- Vescovo John Milner
- Vescovo Thomas Walsh

La successione apostolica è:
- Vescovo William Wareing (1840)